# محمد صالح الجزائري
محمد صالح بن هادي بن مهدي الجزائري (1880 - 1947) فقيه شيعي وشاعر عراقي. ولد في النجف ونشأ فيها وأخذ مقدمات العلوم على علماء عصره وحضر الحلقات الشهيرة في عده في الفقه الجعفري والأصول. فبرع في العلوم والآداب وذاع صيته، بعلمه وما عُِرف عنه من «صدق وجرأة وعفّة قلب ولسان ونظافة يد وضمير»، وتبعته عشائر من البادية العراق فكان الآمر الناهي فيها، كريمًا مضيافًا زعيمًا. مرض في أخريات أيّامه وتوفي في النجف. شعره جيّد قاله في بعض المناسبات، وقد ذكرته الكتب التي ترجمت له. له أيضاً رسالة في كراهية حلق اللحية. 

## سيرته
هو محمد صالح بن هادي بن مهدي بن محمد صالح بن موسى بن هادي بن حسين بن محمد بن أحمد بن إسماعيل الجزائري النجفي. ولد سنة 1297 هـ/ 1879 م في النجف. قرأ على العلماء والأعلام وتخرج على المجالس النجف ونواديها فتذوق الشعر ونظم وكتب. وكان له خبرة واسعة باللغة والأخبار والشعر. وكان لديه مكتبة قيمة تضم مجموعة من المخطوطات النادرة.

مرض في أخريات أيّامه وتوفي في النجف في سنة 1366 هـ/1947 م.

## مؤلفاته
- رسالة في كراهية حلق اللحية
- رسالة في المعني الحرفي
- ديوان شعر

## شعره
ذكره عبد العزيز البابطين في معجمه وقال «شاعر تقليدي مقل، يتنوع شعره بين مدح أعلام عصره، ووصف حله وترحاله، والتعبير عن المناسبات الاجتماعية من تهنئة بقران، وعما حلّ به من مرض في أخريات حياته. له نظم في أنواع الأدب الشعبي البدوي، وبخاصة الموال والركباني والأبوذية والميمر، في شعره طرافة وظرف حين كتب عن كتف شاة أهديت إليه فلم تنضج.» 